# Галкін Євген Володимирович
Євген Володимирович Галкін (рос. Евгений Владимирович Галкин; 27 листопада 1975, м. Челябінськ, СРСР) — російський хокеїст, правий нападник.
Вихованець хокейної школи «Трактор» (Челябінськ). Виступав за «Трактор» (Челябінськ), «Мечел» (Челябінськ), «Молот-Прикамьє» (Перм).